# David Ribbans

a Compétitions nationales et continentales officielles uniquement.

b Matchs officiels uniquement.
Dernière mise à jour le 17 février 2024.
David Ribbans, né le 19 août 1995 à Somerset West (Afrique du Sud), est un joueur international anglais de rugby à XV d'origine sud-africaine évoluant au poste de deuxième ligne. Il joue en Top 14 au sein du club du RC Toulon depuis 2023.

## Biographie

### Jeunesse et formation
Natif d'Afrique du Sud, David Ribbans joue au rugby dès ses six ans dans sa ville natale au Somerset College. Il rejoint ensuite le Western Province Rugby Institute après le lycée en 2014.
Pendant 3 années, il évolue au sein des équipes moins de 19 ans et moins de 20 ans de la Western Province.

### Carrière en club

#### Western Province
Ribbans débute en équipe première de la Western Province en mars 2015 face à aux Boland Cavaliers lors du 1er tour de la Vodacom Cup.
Début 2016, Ribbans est officiellement retenu dans l'équipe des Stormers pour la saison 2016 de Super Rugby, mais ne participe à aucun match. En parallèle, il dispute quatre matchs avec la Western Province lors des qualifications de la Currie Cup 2016 (en), où elle termine en tête en remportant treize des quatorze matchs.
Il fait ses débuts dans la Currie Cup lors de la saison 2016 (en) en entrant en jeu lors de la victoire 52-31 face aux Griquas à Kimberley. Il fait une deuxième apparition en tant que remplaçant une semaine plus tard contre les Boland Cavaliers, et marque son premier essai dans cette compétition. Cet essai se montre vital pour la qualification en demi-finale de la Western Province qui perdait 28-20 dans un match qu'ils devaient obligatoirement remporter. Cet essai transformé est suivi cinq minutes plus tard par une pénalité du demi d'ouverture Robert du Preez, juste assez pour assurer la qualification. Malgré cela, Ribbans ne participe pas à la demi-finale contre les Blue Bulls, match perdu 30 à 36.
Il est élu meilleur jeune avant de l'année de la Western Province en 2016.

#### Northampton Saints
À la fin de la saison 2016 de Currie Cup. David Ribbans rejoint l'équipe des Northampton Saints évoluant en Premiership au cours de la saison 2016-2017.
À son arrivée, l'entraîneur de l'époque, Jim Mallinder (en) déclare : « David est un joueur avec le potentiel pour avoir une brillante carrière de rugbyman » et « C'est un homme imposant qui est également très athlétique et possède une bonne compréhension du jeu ».
En octobre 2019, il prolonge son contrat jusqu'en 2022.
Il est élu joueur de l'année par ses coéquipiers pour les saisons 2019-2020 et 2020-2021. Et joueur de l'année par les supporters de Northampton pour la saison 2020-2021. Il fait également partie de l'équipe-type de Premiership pour la saison 2020-2021.
Lors de la saison 2022-2023, il est nommé dans l'équipe-type de Premiership après ses bonnes performances tout au long de l'exercice.

#### RC Toulon
Le 22 février 2023, le RC Toulon annonce la signature de David Ribbans pour 3 ans à partir de la saison 2023-2024.
Il inscrit son premier essai en rouge et noir face à son ancien club des Northampton Saints en Champions Cup le 15 décembre 2023 lors d'une défaite 22 à 19.

### Carrière internationale
Bien que d'origine sud-africaine, David Ribbans est convoqué pour la première fois au camp d'entraînement de l'équipe d'Angleterre par Eddie Jones en octobre 2020. Il est éligible avec cette sélection par les origines anglaises de l'un de ses grands-pères.
Ribbans est appelé dans le groupe anglais pour le Tournoi des Six Nations 2021 pour remplacer son coéquipier à Northampton, Courtney Lawes, blessé jusqu'à la fin du Tournoi.
Il participe à son premier match pour l'équipe d'Angleterre le 12 novembre 2022 à Twickenham face au Japon.
En janvier 2023, il est appelé par le nouveau sélectionneur anglais, Steve Borthwick pour participer au Tournoi des Six Nations 2023 à la suite de la blessure de Courtney Lawes,. Ribbans est remplaçant à domicile face à la France pour la quatrième journée, mais son équipe s'incline 10-53. En raison de la blessure d'Ollie Chessum, il est titulaire et associé à Maro Itoje en deuxième ligne lors de la défaite (29-16) à Dublin face à l'Irlande lors de la dernière journée. Quelques mois plus tard, il est de nouveau convoqué avec le XV de la Rose dans un groupe de 41 joueurs pour les matchs de préparation à la Coupe du monde 2023,. Il est ensuite retenu dans le groupe final pour participer au Mondial,.

## Statistiques

### En club
| Saison                   | Club                     | Compétition              | Matchs | Points | Essais |
| ------------------------ | ------------------------ | ------------------------ | ------ | ------ | ------ |
| 2016-2017                | Northampton Saints       | Championnat d'Angleterre | 4      | -      | -      |
| 2016-2017                | Northampton Saints       | Coupe anglo-galloise     | 2      | -      | -      |
| 2017-2018                | Northampton Saints       | Championnat d'Angleterre | 12     | 15     | 3      |
| 2017-2018                | Northampton Saints       | Coupe anglo-galloise     | 3      | -      | -      |
| 2017-2018                | Northampton Saints       | Coupe d'Europe           | 4      | -      | -      |
| 2018-2019                | Northampton Saints       | Championnat d'Angleterre | 15     | 10     | 2      |
| 2018-2019                | Northampton Saints       | Coupe d'Angleterre       | 2      | -      | -      |
| 2018-2019                | Northampton Saints       | Challenge européen       | 6      | 15     | 3      |
| 2019-2020                | Northampton Saints       | Championnat d'Angleterre | 11     | 20     | 4      |
| 2019-2020                | Northampton Saints       | Coupe d'Angleterre       | 3      | 15     | 3      |
| 2019-2020                | Northampton Saints       | Coupe d'Europe           | 3      | -      | -      |
| 2020-2021                | Northampton Saints       | Championnat d'Angleterre | 15     | 15     | 3      |
| 2020-2021                | Northampton Saints       | Coupe d'Angleterre       | 1      | -      | -      |
| 2020-2021                | Northampton Saints       | Challenge européen       | 1      | -      | -      |
| 2021-2022                | Northampton Saints       | Championnat d'Angleterre | 21     | -      | -      |
| 2021-2022                | Northampton Saints       | Coupe d'Angleterre       | 1      | -      | -      |
| 2021-2022                | Northampton Saints       | Challenge européen       | 3      | -      | -      |
| 2022-2023                | Northampton Saints       | Championnat d'Angleterre | 11     | 5      | 1      |
| 2022-2023                | Northampton Saints       | Coupe d'Angleterre       | 1      | -      | -      |
| 2022-2023                | Northampton Saints       | Champions Cup            | 4      | -      | -      |
| Total Northampton Saints | Total Northampton Saints | Total Northampton Saints | 123    | 95     | 19     |
| 2023-2024                | RC Toulon                | Top 14                   | 9      | -      | -      |
| 2023-2024                | RC Toulon                | Champions Cup            | 3      | 5      | 1      |
| Total RC Toulon          | Total RC Toulon          | Total RC Toulon          | 8      | 5      | 1      |

### Statistiques en équipe nationale
David Ribbans compte 10 capes en équipe d'Angleterre, dont 5 en tant que titulaire, depuis sa première sélection le 12 novembre 2022 face au Japon.
| Année | Compétition    | Matchs | Points | Essais |
| ----- | -------------- | ------ | ------ | ------ |
| 2022  | Test matchs    | 3      | -      | -      |
| 2023  | Six Nations    | 2      | -      | -      |
| 2023  | Test matchs    | 3      | -      | -      |
| 2023  | Coupe du monde | 2      | -      | -      |
| Total | Total          | 10     | 0      | 0      |

## Palmarès

### En club
- Northampton Saints
  - Vainqueur de la Coupe d'Angleterre en 2019[30]

### En équipe nationale
- Angleterre
  - Troisième de la Coupe du monde en 2023

#### Tournoi des Six Nations
| Édition          | Rang | Résultats Angleterre | Résultats Ribbans | Matchs Ribbans |
| ---------------- | ---- | -------------------- | ----------------- | -------------- |
| Six Nations 2023 | 4e   | 2 v, 0 n, 3 d        | 0 v, 0 n, 2 d     | 2/5            |

Légende : v = victoire ; n = match nul ; d = défaite ; la ligne est en gras quand il y a Grand Chelem.

#### Coupe du monde
| Édition     | Rang      | Résultats Angleterre | Résultats Ribbans | Matchs Ribbans |
| ----------- | --------- | -------------------- | ----------------- | -------------- |
| France 2023 | Troisième | 6 v, 0 n, 1 d        | 2 v, 0 n, 0 d     | 2/7            |

### Distinctions personnelles
- Membre de l'équipe type du Championnat d'Angleterre en 2021 et 2023.